# Хелин, Эмиль
Эмиль Хелин (фин. Emil Helin, 14 января 1877 – ?) – финский конькобежец. Участник чемпионата Европы-1898 по конькобежному спорту в Гельсингфорсе (ныне – Хельсинки, Финляндия). Выступал за сборную России. В общем зачёте занял второе место.
Выступал на чемпионате России-1897 в Москве.

## Достижения
| турнир                                           | дата                 | город        | 500 м    | 1500 м     | 5000 м      | 10000 м     | место     |
| ------------------------------------------------ | -------------------- | ------------ | -------- | ---------- | ----------- | ----------- | --------- |
| Международные соревнования – отдельные дистанции | 18 февраля 1894      | Гельсингфорс | 51,5 (2) | –          | –           | 20.51,2 (2) | –         |
| Чемпионат России – многоборье                    | 15 февраля 1897      | Москва       | –        | 3.02,0 (2) | 10.50,0 (4) | –           | без места |
| 6-й чемпионат Европы – многоборье                | 19 – 20 февраля 1898 | Гельсингфорс | 52,6 (4) | 2.47,2 (7) | 9.51,8 (5)  | 19.56,2 (3) | (2)       |